# Satz von Yan
Der Satz von Yan ist ein mathematisches Resultat aus der Stochastik und ein Trennungs- und Existenzsatz, der von besonderem Interesse in der Finanzmathematik ist. Der Satz kann verwendet werden, um einen anderen wichtigen Trennungssatz zu beweisen, den Satz von Kreps, welcher wiederum für die Beweise der meisten Varianten des Fundamentalsatzes der Arbitragepreistheorie benötigt wird. Da der Satz von Kreps mit Hilfe des Satzes von Yan ohne Separabilität-Annahmen auskommt, wird Kreps Resultat häufig als Satz von Kreps-Yan bezeichnet.
Das Theorem ist nach dem chinesischen Mathematiker Jia-An Yan benannt, der bei Paul-André Meyer promovierte. Yan bewies den Satz für den L1-Raum, von Jean-Pascal Ansel stammt die Verallgemeinerung auf den Fall {\displaystyle 1\leq p<+\infty }.

## Satz von Yan
Notation:
{\displaystyle {\overline {\Omega }}} bezeichnet die abgeschlossene Hülle von {\displaystyle \Omega }.
{\displaystyle A-B=\{f-g:f\in A,\;g\in B\}}.
{\displaystyle I_{A}} ist die Indikatorfunktion von {\displaystyle A}.
{\displaystyle q} ist der konjugierter Index von {\displaystyle p}.

### Aussage
Sei {\displaystyle (\Omega ,{\mathcal {F}},P)} ein Wahrscheinlichkeitsraum, {\displaystyle 1\leq p<+\infty } und {\displaystyle B_{+}} der Raum der nicht-negativen und beschränkten Zufallsvariablen. Weiter sei {\displaystyle K\subseteq L^{p}(\Omega ,{\mathcal {F}},P)} eine konvexe Teilmenge und {\displaystyle 0\in K}. 
Dann sind folgende drei Bedingungen äquivalent:
1. Für alle {\displaystyle f\in L_{+}^{p}(\Omega ,{\mathcal {F}},P)} mit {\displaystyle f\neq 0} existiert eine Konstante {\displaystyle c>0}, so dass {\displaystyle cf\not \in {\overline {K-B_{+}}}}.
2. Für alle {\displaystyle A\in {\mathcal {F}}} mit {\displaystyle P(A)>0} existiert eine Konstante {\displaystyle c>0}, so dass {\displaystyle cI_{A}\not \in {\overline {K-B_{+}}}}.
3. Es existiert eine Zufallsvariable {\displaystyle Z\in L^{q}}, so dass {\displaystyle Z>0} fast sicher und

{\displaystyle \sup \limits _{Y\in K}\mathbb {E} [ZY]<+\infty }.

### Erläuterungen
Die Implikationen {\displaystyle 1\implies 2} und {\displaystyle 3\implies 1} sind einfach zu zeigen. {\displaystyle 2\implies 3} kann durch Anwendung des Satzes von Hahn-Banach respektive der geometrischen Form des Satzes gezeigt werden.